# Conseil français des urbanistes
 (mai 2023).
Si vous disposez d'ouvrages ou d'articles de référence ou si vous connaissez des sites web de qualité traitant du thème abordé ici, merci de compléter l'article en donnant les références utiles à sa vérifiabilité et en les liant à la section « Notes et références ».
Créé en 1996, le Conseil français des urbanistes a pour vocation la représentation de tous les professionnels de l'urbanisme quel que soit leur mode d'exercice. Le CFDU est une confédération.

## Historique
Fin 2015, le CFDU s'est vu confier, par les services du ministère, confirmée par la Ministre Sylvia Pinel, une mission de recueil et d'expression des demandes de la profession urbaniste. Cette demande était doublée d'une demande d'un travail de réunion des familles d'urbanistes. Il a ainsi été mis en place une "Inter Associations d'Urbanistes". La première réunion s'est tenue en mai 2016.
Les ministres successifs chargés de l'urbanisme ont réitéré la même demande. Un document "3 propositions pour la profession Urbaniste" a été remis à la ministre Emmanuelle Cosse et a ensuite servi de charpente au travail Inter Associatif. Plus de 20 réunions se sont tenues entre mai 2016 et août 2019.
En août 2019, en marge de la 23ème Université d'Eté, a été signée la "Déclaration de Châtellerault" entre :
- les associations professionnelles : CFDU, CNJU, Collectif National des Jeunes Urbanistes, Urbanistes des Territoires, Urbanistes du Monde,
- l'APERAU, Association pour la Promotion de l'Enseignement et de la Recherche en Urbanisme et Aménagement
- le Groupe Employeurs (FNAU, FNCAUE, ADCF, Les EPL, ACAD, CINOV).
- l’OPQU, association de qualification, n'a pas signé cette déclaration.

## Confédération
Le Conseil français des urbanistes est une confédération constituée d'associations nationales, d'associations régionales et de membres associés

## Actions
Le CFDU intervient dans le débat public pour donner une audience à la profession d'urbaniste et pour faire reconnaître la profession